# Thomas Zilliacus
Thomas Zilliacus, född 1956 i Helsingfors, är en finlandssvensk företagare och investerare bosatt i Singapore sedan 1986. Han är känd som chef för Nokia i Asien 1986-1993 samt som VD för Yuuzoo sedan 2009.

## Utbildning
Zilliacus gick skola vid Tölö svenska samskola, så kallade Zillen, grundad av hans släkting Laurin Zilliacus.[källa behövs] Zilliacus är utexaminderad (M.Sc.) från Hanken (Svenska Handelshögksolan) och studerade även statsvetenskap vid Helsingfors universitet.

## Politik
Zilliacus var aktiv inom studentpolitik och kommunalpolitik. Han var styrelsemedlem 1976-1979 och styrelseordförande 1978 för Studentkåren vid Helsingfors universitet 1978. Han var chefredaktör för Studentbladet 1975-1977 - hans debattöppning om president Kekkonens maktfullkomlighet berömdes till och med av Expressen i Sverige. Zilliacus ställde upp i riksdagsvalet 1979. Följande år blev han invald till Helsingfors stadsfullmäktige och var medlem 1980-86 som representant för Svenska folkpartiet.
Zilliacus har tagit politisk ställning om det svenska i Finland. Han föreslog 2012 att språkpartiet Svenska folkpartiet borde skrotas och 2013 att obligatorisk svenskundervisning i Finland borde slopas.

## Karriär
Zilliacus jobbade 15 år för Nokia från 1980 till 1996. Till en början fungerade han som företagets kommunikationschef och 1986 blev han Nokias Asian-chef i Singapore. Zilliacus slutade vid Nokia år 1993, grundade eget företag och fortsatte som extern konsult för Nokia till år 1996.
Efter Nokia sysslade Zilliacus med handel av pappersmaskiner, nordiska hälsoprodukter och konsultering med måttlig framgång, tills han grundade Mobile FutureWorks år 1998. Mobile FutureWorks Group var första investeraren i OpenMobile Corporation år 2000 som samlade 70 miljoner finska mark i startkapital. Zilliacus fungerade som styrelseordförande för OpenMobile.
Zilliacus medgrundade år 2008 Yuuzoo, en platform för social media och e-handel. Zilliacus fungerade som Yuuzoos VD och därefter som styrelseordförande. Yuuzoo noterades på börsen i Singapore 2014. 
På sidan om börsnoteringen av Yuuzoo var Zilliacus involverad i 15 andra företag, t.ex. drev Zilliacus år 2013 grundade av Newkia som siktade på att bli ett nytt Nokia inom mobiltelefoni.
Inom fastighetsbranschen har Zilliacus varit delägare i Hartwall Arenan med Hjallis Harkimo och Poju Zabludowicz. År 2018 deltog hans företag i planerande av en jättelik vintersportstad i Harbin i nordöstra Kina.
Zilliacus sköter sina affärarer som styrelseordförande och ägare av Asia-Pacific Strategic Alliances Group (grundad 1994) som investerar i fastigheter, IMM (Internet, mobil och media) och idrott samt Mobile FutureWorks Inc (grundad 1998) som har globala aktiviteter och investeringar i mobila medier, mobila tjänster och mobil hårdvara.

## Fotboll
Zilliacus har spelat fotboll på hög nivå i Finland och en säsong i Brasilien. Han fungerade som ordförande för HJK i Helsingfors 1980-1986 och som manager för Geylang International i Singapore 1989-1995.
I mars 2023 delade Zilliacus med att han gjort ett köperbjudande för fotbollslaget Manchester United.

## Externa Länkar
- Zilliacus företag Mobile FutureWorks hemsida